# Franz Fahrner
Franz Leander Fahrner (* 5. August 1956 in Wiener Neustadt) war von 2004 bis 2012 Militärgeneralvikar des Österreichischen Militärordinariats.

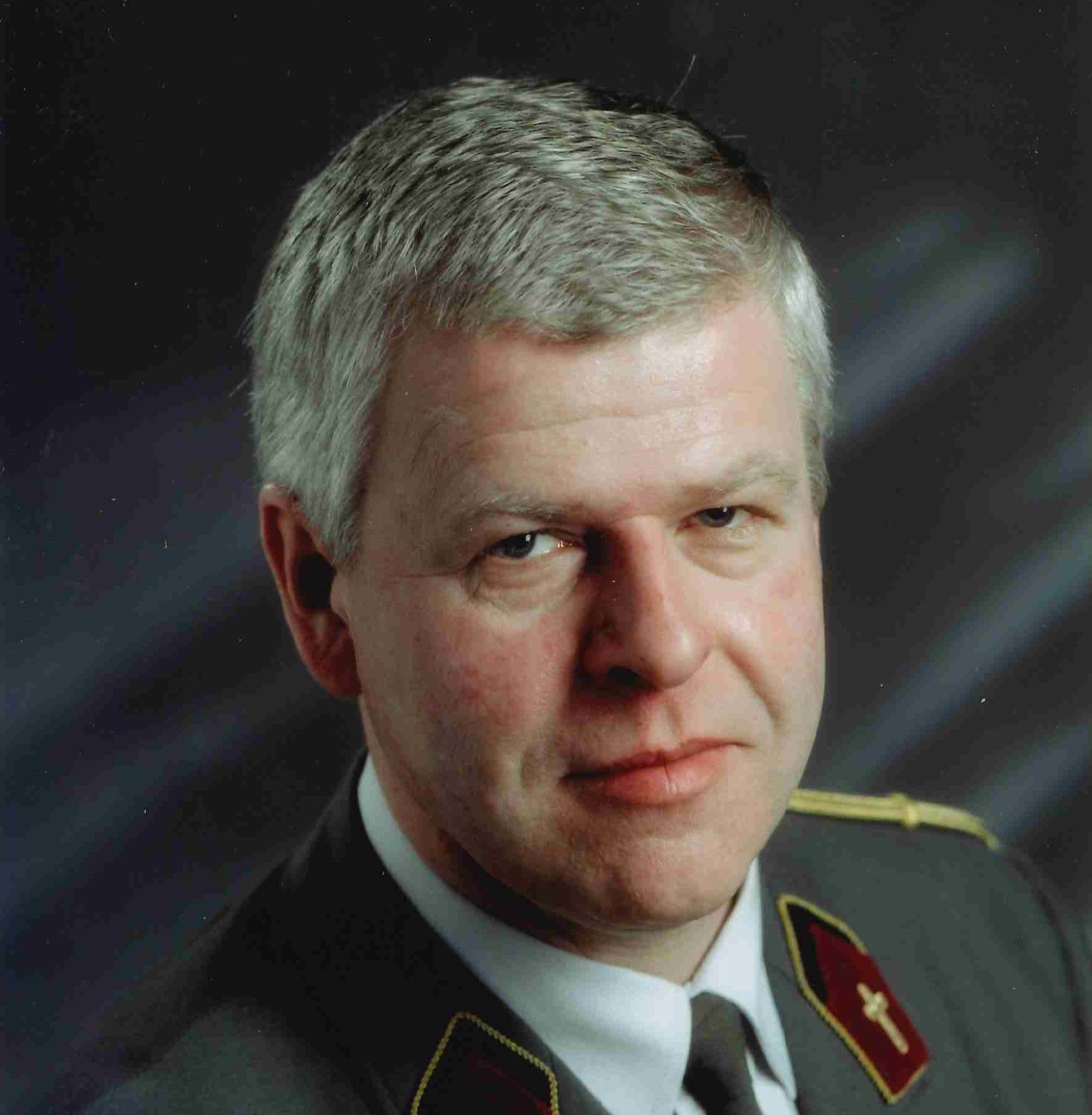
MilGenVik Dr. Franz Fahrner

## Leben
Nach der Matura 1974 studierte Fahrner katholische Theologie an der Wiener Universität. Er empfing 1980 durch Kardinal Franz König die Priesterweihe. Anschließend wirkte er zwei Jahre als Kaplan an der St. Othmarkirche in Mödling. Danach wurde er Domvikar an St. Stephan (1982–89). Daneben war er auch VAss am Institut für Apologetik und Fundamentaltheologie an der Universität Wien. In dieser Zeit erwarb er nach dem Magisterium auch ein Doktorat in Theologie. Ab 1987 war Fahrner Militärpfarrer beim Militärkommando Wien und wurde gleichzeitig zum ersten Kirchenrektor der Militärpfarrkirche St. Johannes Nepomuk in Wien ernannt. Auf seine Initiative geht die Renovierung des Kirchengebäudes zurück. Zwischenzeitlich war er für ein Jahr Militärpfarrer an der Theresianischen Militärakademie in Wiener Neustadt.

Militärbischof Christian Werner ernannte ihn als Nachfolger von Rudolf Schütz am 1. September 2004 zum Militärgeneralvikar (Amtstitel/Funktion) des Österreichischen Militärordinariats. Drei Tage später wurde er unter Verteidigungsminister Günther Platter zum Militärgeneralvikar (Dienstgrad) ernannt. Zuvor war Fahrner Bischofsvikar für Miliz und pastorale Angelegenheiten. Als Delegierter des Heiligen Stuhles war er bei der Konferenz für Sicherheit und Zusammenarbeit in Europa (KSZE) in Wien tätig. Von Papst Benedikt XVI wurde Militärgeneralvikar Franz Leander Fahrner im September 2011 zum Prälaten ernannt. Ende Oktober 2012 enthob Bischof Werner ihn des Amtes als Militärgeneralvikar (Funktion), was er mit „Vertrauensverlust“ begründete. Fahrner ist weiterhin im Österreichischen Bundesheer als Forscher und Hauptlehroffizier im Institut für Militärethische Studien (bei der Evangelischen Militärsuperintendentur) tätig und führt rechtmäßig den Dienstgrad Militärgeneralvikar. 

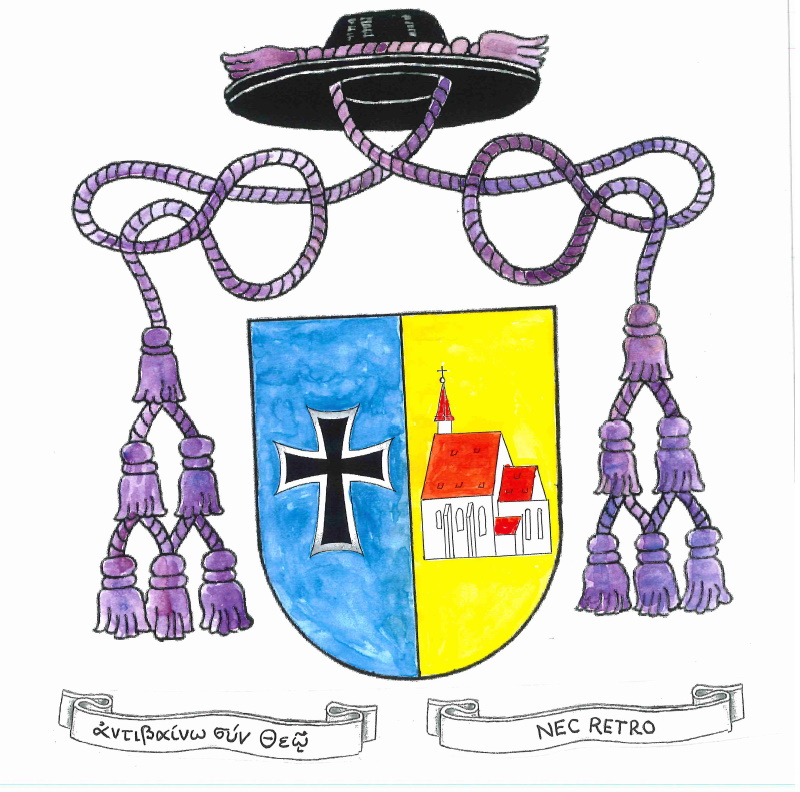
Prälatenwappen von Franz Fahrner

## Wappen
Das Prälatenwappen von Prälat Franz Fahrner verweist durch den blau-goldenen Hintergrund auf seine niederösterreichische Heimat. Im rechten Wappenfeld ist das Kreuz des Deutschen Ritterordens zu sehen, im anderen die Wolfgangskirche von Kirchberg am Wechsel. Die violetten Kordeln verweisen auf den Prälatenstand. Der Wappenspruch in Griechisch und Latein bedeutet: „Mit Gott widerstehen – niemals zurück“.